# Грехнев Пал
Грехнев Пал — деревня в Коношском районе Архангельской области. Входит в состав Вохтомского сельского поселения.

## География
Находится в юго-западной части Архангельской области на расстоянии 40 километров на север (по автомобильной дороге) от административного центра района поселка Коноша.

### Климат
Климат характеризуется как умеренно континентальный, избыточно влажный, с продолжительной холодной многоснежной зимой и коротким дождливым прохладным летом. Среднегодовая температура воздуха — +2,2 °C. Средняя температура воздуха самого холодного месяца (января) — −12,7 °C (абсолютный минимум — −45 °C), средняя температура самого тёплого (июля) — +18 °С (абсолютный максимум — +36 °C). Продолжительность периода активной вегетации растений (выше 10 °C) составляет примерно 105—110 дней.. Годовое количество атмосферных осадков — 764 мм, из которых большая часть выпадает в период с мая по сентябрь. Среднегодовая скорость ветра составляет 3,6 м/с. В зимнее время преобладают ветры юго-западного направления, в летнее — северного.

### Часовой пояс
Грехнев Пал, как и вся Архангельская область, находится в часовой зоне МСК (московское время). Смещение применяемого времени относительно UTC составляет +3:00.

## История
В 1873 году здесь было учтено 80 дворов, в 1905—134. Тогда деревня входила в Каргопольский уезд Олонецкой губернии.

## Население
Численность населения: 477 человек (1873 год), 697 (1905), 93 (русские 100 %) в 2002 году, 68 в 2010.

## Достопримечательности
Церковь Воздвижения Креста Господня  Объект культурного наследия № 2900000603  — Деревянная церковь, построенная в 1915 году. Высокий восьмерик, рубленый в лапу с примыкающими апсидой, трапезной и папертью. В советское время церковь была закрыта, венчания сломаны и оборудована восьмискатная кровля. Здание церкви использовалось для нужд колхоза. В настоящий момент не действует, разрушается, крыша провалилась внутрь сруба.

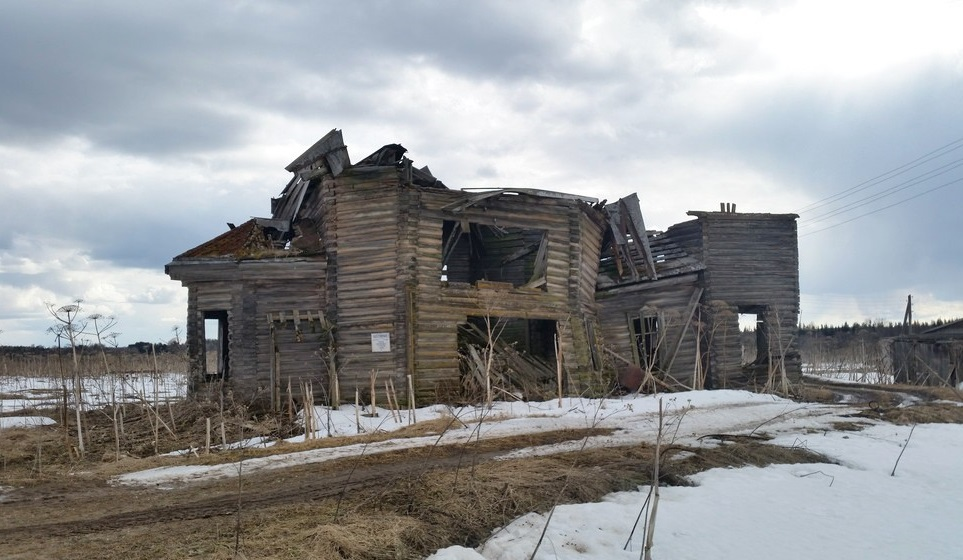
Вид церкви в 2017 году